# 华莱士·法德·穆罕默德

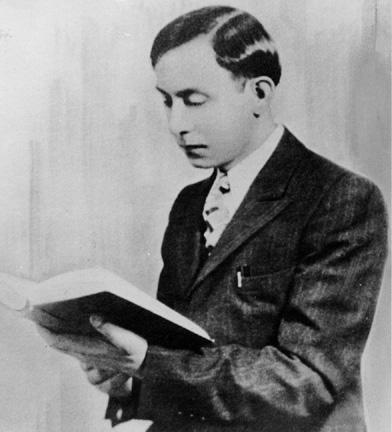
华莱士·法德·穆罕默德

华莱士·法德·穆罕默德 (Wallace Fard Muhammad， 约1877   –约1934) 是 一位宗教领袖, 也是伊斯兰民族的创始人和第一 任领导人。1930年，他来到底特律，向当地黑人群体傳播伊斯兰教教義。1934年，在多次被捕和收到死亡威胁后，法德离开底特律，最终销声匿迹。